# Los años de la muerte (Star Trek: La serie original)
"Los años de la muerte" es el duodécimo episodio de la segunda temporada de Star Trek: La serie original, fue transmitido por primera vez el 8 de diciembre de 1967, y repetido el 16 de agosto de 1968, Es el episodio número 41 en ser transmitido y el número 40 en ser producido, fue escrito por David P. Harmon y dirigido por Joseph Pevney.
En la versión Bluray el título de este episodio en el audio en español es dado como Los años mortales.
Resumen: Una extraña radiación expone a la tripulación de mando del Enterprise a los efectos de un rápido envejecimiento. 

## Trama
En la fecha estelar 3478.2, la nave espacial Enterprise  bajo el mando del capitán James T. Kirk, en su camino a la Base Estelar 10, se detiene en el planeta Gamma Hydra IV, para reabastecer a la estación de investigación que se encuentra en la superficie de este planeta. La partida de desembarque, formada por el capitán Kirk, el primer oficial el sr. Spock, el médico de la nave el dr. Leonard McCoy, el ingeniero Montgomery Scott, el navegante alférez Pavel Chekov, y la teniente Arlene Galway, se transportan a las instalaciones de investigación.
Una vez allí, encuentran la estación completamente vacía y sin ninguna persona a la vista. Esto es muy extraño dado que Kirk conversó con el líder de la estación, Robert Johnson, una hora antes. Al explorar el lugar, el alférez Chekov descubre el cuerpo de un hombre que aparentemente ha muerto de viejo y le da pánico.
Repentinamente aparece Johnson con su esposa Elaine. La edad de ambos es alrededor de los 30 pero su aspecto parece indicar que han envejecido más de 50 años. La partida de desembarque se transporta de regreso aL Enterprise llevando consigo a Johnson y a su esposa. Pero a pesar de todo no hay claves acerca de lo que está pasando, ya que los dos mueren a poco de llegar a la enfermería de la nave. El Dr. McCoy establece que la causa de la muerte es extrema edad.
El comodoro Stocker (quien está en camino a la Base Estelar 10) quiere algunas respuestas. Kirk hace que el Sr. Spock y la Dra. Janet Wallace (un viejo amor de Kirk) asistan en la investigación. La única teoría que tiene Spock en ese momento es que un objeto parecido a un cometa pasó por las cercanías de Gamma Hydra IV muy recientemente, y de alguna forma causó el efecto de envejecimiento rápido, pero tampoco está seguro de esa hipótesis.
Pronto los miembros de la partida de desembarco comienzan a experimentar el efecto de envejecimiento. Scotty aparece en la enfermería con el pelo blanco y diciendo que no se siente bien. Kirk comienza a perder la memoria y tiene síntomas de artritis en sus manos. En su pelo comienzan a aparecer canas y en su rostro arrugas. De hecho, de acuerdo a estimaciones de McCoy, está envejeciendo a un ritmo de 30 años por día. McCoy también presenta canas y arrugas faciales. Poco después toda la partida de desembarco, Spock, McCoy y la teniente Galway comienzan a mostrar signos del rápido envejecimiento que están sufriendo. Sin embargo, el alférez Chekov no muestra ningún síntoma. La teniente Galway envejece más rápido que el resto de los miembros de la partida de desembarco, debido a su metabolismo, y muere poco después. Por ahora han logrado identificar que el objeto semejante a un cometa emitió la radiación que aparentemente causó el efecto, pero los tratamientos normales para combatir radiación usando la droga hyronalina no son efectivos.
En la medida de que Kirk continua envejeciendo, va aumentado su pérdida de memoria, lo que hace que el comodoro Stocker ordene a Spock comenzar un juicio de competencia para poder establecer que Kirk no es capaz de continuar al mando de la nave. Con Spock también afectado, y siendo él mismo el único oficial de mando a bordo, Stocker toma el control de la nave. Stocker no posee el entrenamiento ni la experiencia de espacio profundo necesarios, pero él cree que puede comandar la nave. Ordena una ruta directa y rápida a la Base Estelar 10, ignorando las advertencias de que esta ruta los llevará directamente a través de la zona neutral romulana.
Mientras Kirk, McCoy y Spock tratan de averiguar por qué Chekov no ha sido afectado. McCoy tiene que usar a Checkov como conejillo de indias para hacer pruebas, situación que Chekov no parece disfrutar. Recordando que Chekov mostró extremo temor durante el inesperado descubrimiento del cadáver, McCoy conjetura que los altos niveles de adrenalina deben haberlo protegido de alguna forma. Recuerda una investigación que mostró que la adrenalina era un tratamiento promisorio para la enfermedad por radiación, pero que la investigación fue abandonada cuando la hyronalina fue descubierta. El sr. Spock y el dr. Wallace comienzan a trabajar en una droga basada en la adrenalina para tratar la enfermedad que sufre la partida de desembarco.
Mientras tanto, varias naves romulanas detectan la intrusión del Enterprise y lo atacan de inmediato, rodeándolo rápidamente. El comodoro Stocker trata de contactar a los romulanos y explica la razón de la violación de la zona neutral, pero éstos lo ignoran. Stocker, debido a su falta de experiencia al mando de una nave estelar, está paralizado por la indecisión e incluso considera rendirse, pero se le recuerda que los romulanos no toman prisioneros.
Con los escudos del Enterprise fallando rápidamente, Spock anuncia que la droga está lista, aunque sin las pruebas necesarias puede fácilmente resultar en la muerte en vez de curar la enfermedad. Kirk insiste en tomar la primera inoculación para que así puede reasumir el mando antes de que la nave sea destruida. La droga logra revertir exitosamente los efectos del envejecimiento, y Kirk se dirige al puente y releva a Stocker.
Kirk engaña a los romulanos enviando un mensaje falso al Comando de la Flota Estelar (usando el recientemente descifrado 'Código 2') anunciando que el Enterprise se autodestruirá usando el dispositivo carbonita, lo que destruirá al Enterprise y a cualquier nave dentro de un radio de 200000 kilómetros. El engaño funiciona y los romulanos se retiran. Kirk ordena una inmediata retirada a Warp 8 de regreso al espacio de la Federación. Con la ayuda de la nueva droga, el resto de la partida de desembarco vuelve al aspecto físico normal de su edad.

## Remasterización del aniversario de los 40 años
Este episodio fue remasterizado el año 2006 y transmitido el 10 de noviembre de 2007 como parte de la remasterización de la serie original. Fue precedido una semana antes por la versión remasterizada de Metamorfosis y seguido dos semanas más tarde por la versión remasterizada de El factor alternativo. Además del audio y video remasterizado, y todas las animaciones de la USS Enterprise realizadas por CGI que es el estándar de todas las revisiones, los cambios específicos para este episodio son:
- El planeta Gamma Hydra IV recibió un aspecto más real con una apariencia desolada.
- El ataque romulano fue mejorado con varias naves romulanas agregadas a la batalla en vez de metraje de un solo modelo.

## Secuela
- Un episodio de la serie Star Trek: New Voyages, creada por aficionados a la serie, llamado Servir hasta el final es una secuela a este episodio. El guion fue escrito por D. C. Fontana y es protagonizado por Walter Koenig como un rápidamente envejecido Chekov.